# Martti Tiuri

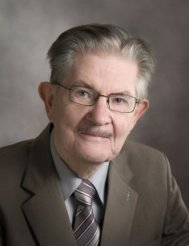
Martti Tiuri

Martti Eelis Tiuri, född 13 november 1925 i Koskis, död 25 mars 2016, var en finländsk fysiker och riksdagsledamot.
Tiuri blev teknologie doktor 1960. Han var 1951–1961 forskningsingenjör vid Statens tekniska forskningsanstalt och 1962–1989 professor i radioteknik vid Tekniska högskolan i Helsingfors, där han tillsammans med sitt forskningsteam bidrog till att utveckla nya metoder (bland annat radioastronomiska) och produkter på telekommunikationens område. Han var forskarprofessor vid Finlands Akademi 1970–1975.
Tiuri satt i riksdagen 1983–2003 (Samlingspartiet) där han gjorde sig känd bland annat som förespråkare för stora enheter i olika sociala och ekonomiska sammanhang. Han var medlem i flera företags styrelser, liksom även i nationella och internationella organisationer med anknytning till hans vetenskapliga specialområde (radioteknik). I boken Tulevaisuus on toisenlainen (1999) propagerade han för en utbyggnad av kärnkraften. 